# Mytilus edulis
Mytilus edulis sau midia comună, este specia de midie întâlnită în special în regiunile de nord din Europa dar și la Marea Mediterană.

## Sistematică
Specia Mytilus edulis face parte din încrengătura Mollusca, clasa Bivalvia (Lamellibranchia), subclasa Eulamellibranchiata.

## Modul de viață
Specia trăiește în zonele stâncoase de coastă. Deoarece în aceste zone forța valurilor care lovesc stâncile este deosebit de mare, scoica prezintă o adaptare interesantă care îi permite fixarea de stânci. Este vorba de prezența unei glande localizate în masa piciorului. Această glandă secretă o substanță numită bissus cu aspect de fire lungi cu care scoica se prinde de stânci sau de alte obiecte din apă. Substanța este constituită din două proteine ce sunt asemănătoare cu serina și fibroina din firul de mătase. Ea este secretată în glanda bissogenă și apoi este trasă în fire. Aceste fire se întăresc când vin în contact cu apa.
Dimensiunile scoicii sunt direct proporționale cu concentrația în săruri a apei marine. Astfel, la concentrații mari de săruri în apa de mare (33%) scoicile pot atinge (8 - 11) cm lungime. La concentrații mai mici de săruri 11 - 15% indivizii ajung  până la 6 cm  lungime, iar la concentrații mici de săruri în apă (11%) dimensiunile indivizilor sunt doar de 5 cm.